# 5608 (année hébraïque)
5608 (hébreu : ה'תר"ח , abbr. : תר"ח) est une année hébraïque qui a commencé à la veille au soir du 11 septembre 1847 et s'est finie le 27 septembre 1848. Cette année a compté 383 jours. Ce fut une année embolismique dans le cycle métonique, avec deux mois de Adar - Adar I et Adar II. Ce fut la première année depuis la dernière année de chemitta.

## Calendrier
Ce calendrier hébraïque de l'année 5608 donne les correspondances avec les dates du calendrier grégorien.
Le premier nombre dans chaque case correspond au jour du mois hébraïque. Les jours en couleurs sont des jours remarquables juifs .
| ◄◄ | 5608 | ►► |

## Naissances
- Arthur Balfour

## Décès
- John Quincy Adams

5603 - 5604 - 5605 - 5606 - 5607 - 5608 - 5609 - 5610 - 5611 - 5612 - 5613